# Uvaria celebica
Uvaria celebica este o specie de plante angiosperme din genul Uvaria, familia Annonaceae, descrisă de Rudolph Herman Scheffer. Conform Catalogue of Life specia Uvaria celebica nu are subspecii cunoscute.